# Stephen Biraahwa

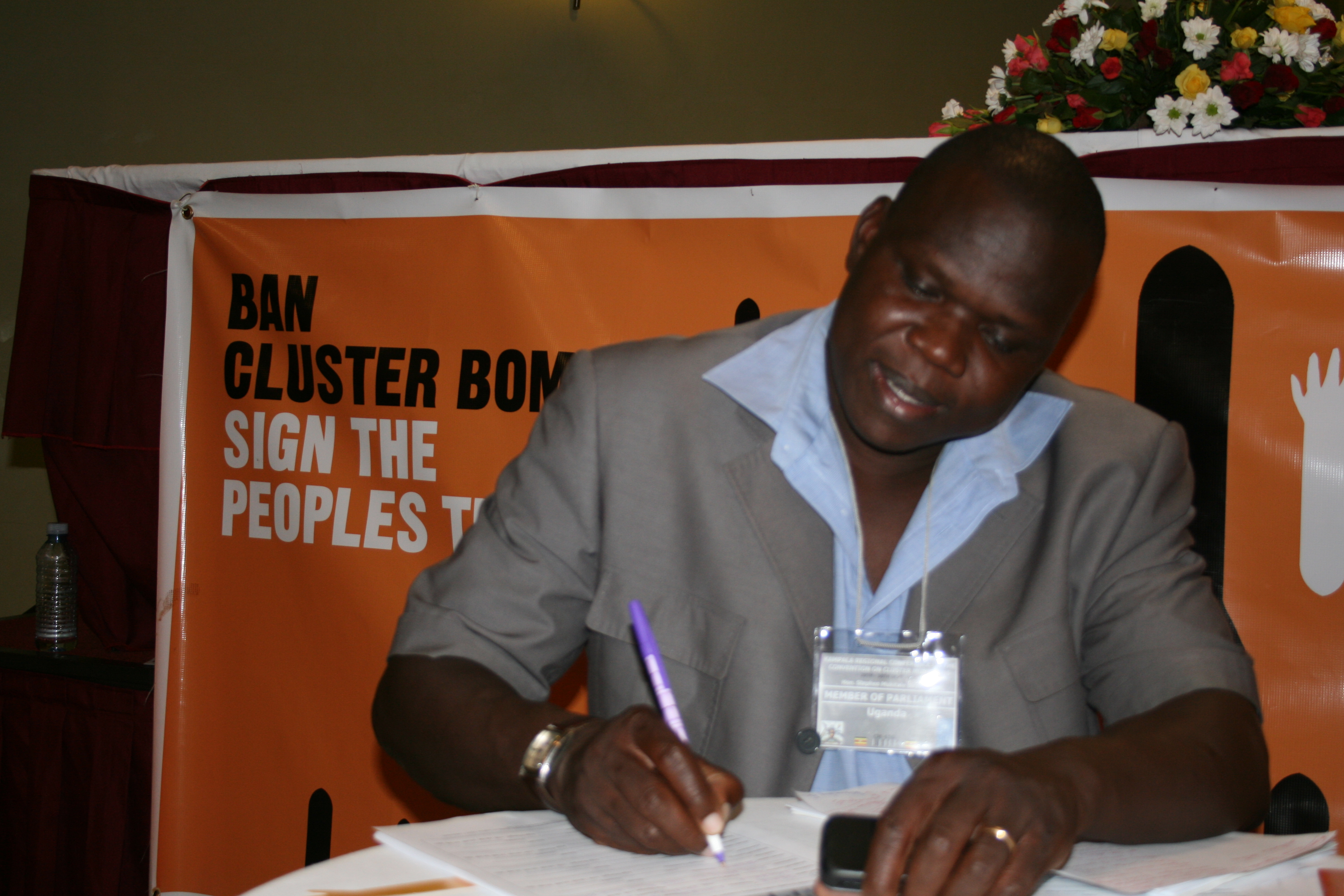
Stephen Biraahwa

Stephen Biraahwa ist ein ugandischer Politiker (National Resistance Movement). Er ist seit 2006 (derzeit Februar 2011) politischer Machthaber in der Provinz Buliisa.
Biraahwa setzt sich massiv für die Förderung von Erdöl in seiner Provinz ein und ist außerdem Mitglied im Rohstoff-Ausschuss.